# Invadatorul (film din 1997)
Invadatorul (în engleză The Invader) este un film SF din 1997 regizat de Mark Rosman. Rolurile principale au fost interpretate de actorii Sean Young, Daniel Baldwin, Ben Cross și Nick Mancuso. A avut premiera la 12 septembrie.

## Rezumat
A venit o zi în care nu unul, ci două OZN-uri își fac apariția în atmosfera Pământului. Nava mai mare o urmărește în mod clar pe cea mai mică, iar extraterestrul are aspectul unui soldat. Nava mai mică este capabilă să o facă pe cea mai mare să se prăbușească, apoi aterizează singură. Pilotul (Renn) pleacă în oraș în căutarea unei femei de pe Pământ pe nume Annie Nilssen. Annie este o profesoară locală care s-a despărțit recent de iubitul ei, șeriful Jack Logan. 

## Distribuție
- Sean Young – Annie Nilssen
- Ben Cross⁠(d) – Renn
- Daniel Baldwin – Jack Logan
- Nick Mancuso⁠(d) – Willard
- Lynda Boyd⁠(d) – Gail
- Tim Henry – Older Cop
- Ken Tremblett – Deputy Davidson
- Robert André – McNeil
- Craig Bruhnanski – Gessner
- Joe Maffei – Bartender
- Alan Franz – Rookie Cop
- Howard Storey – Hunter #1
- Patrick Stevenson – Hunter #2
- Linda Ko – Doctor
- Stephen Dimopoulos – Motel Clerk
- Kyle Hogg – Classroom Boy
- Alexa Mardon – Classroom Girl
- Marc Baur – Portsmith Cop